# Michael Ayrer (Rüstmeister)

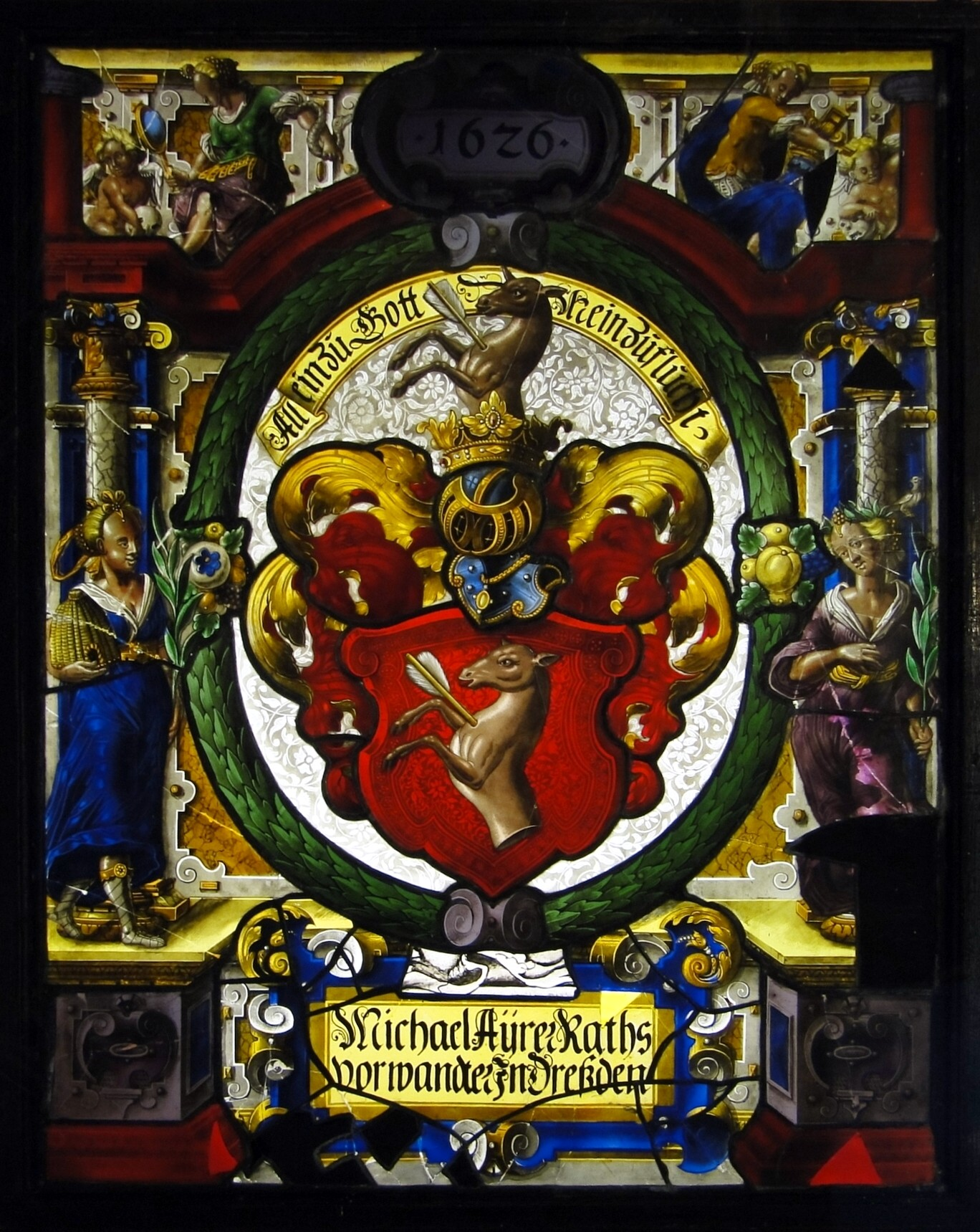
Ayrersche Wappenscheibe 1626

Michael Ayrer (* 3. April 1539 in Nürnberg; † 4. November 1582 in Dresden) war ein deutscher Rüstmeister und Hofbeamter.
Ayrer ging mit Kurfürst August von Sachsen nach Dresden und wurde dessen Rüstmeister, nachdem er ihn durch seine Treffsicherheit im Armbrustschießen beeindruckt hatte. Der Kurfürst schenkte ihm 1000 Reichstaler zum Kauf eines Hauses in Dresden.
Er heiratete 1576 Regina Bleyfelder, die Tochter des Hofseidenstickers Christoph Bleyfelder.
Ihre Kinder waren: 
- 13. September 1579 Michael Ayrer
- 20. Juli 1581 Margarita Ayrer

1582 wurde er „auf seinem eigenen Zimmer, mit seinem eigenen Dolch“, von seinem Schwiegervater Christoph Bleyfelder ermordet.